# Рубен Файн
Ру́бен Файн (англ. Reuben Fine; 11 жовтня 1914, м. Нью-Йорк — 26 березня 1993, округ Мангеттен, там само) — американський шахіст, шаховий теоретик, психолог. Один із найсильніших шахістів світу 1930—1940-х років. Міжнародний гросмейстер (1950). Доктор психології (1941).
Разом із Паулем Кересом поділив 1-2-ге місця на АВРО-турнірі 1938, де визначали претендента на титул чемпіона світу. Семиразовий переможець відкритого чемпіонату США (упродовж 1932—1941). У складі збірної Сполучених Штатів тричі вигравав шахові олімпіади (1933, 1935, 1937). Мав брати участь у матч-турнірі 1948 за звання чемпіона світу, однак відмовився від участі й невдовзі завершив ігрову кар'єру, зосередившись на науковій і теоретичній діяльності.

## Життєпис
Виріс у бідній російсько-єврейській сім'ї у Східному Бронксі. Правила гри в шахи вивчив у 8-річному віці від дядька. Невдовзі став одним із найпомітніших молодих талантів у Manhattan Chess Club і Marshall Chess Club — головних шахових клубах Нью-Йорка.
Перший успіх у дорослих змаганнях — 2-ге місце в чемпіонаті штату Нью-Йорк 1931 року. У 18-річному віці прославився, коли на міжнародному турнірі в Пасадені 1932 зіграв унічию з чемпіоном світу Алехіним. Того самого року вперше переміг у відкритому чемпіонаті США. Після перемоги на турнірі американських майстрів у Детройті (1933) включений до складу збірної на шахову олімпіаду 1933. Американці виграли турнір, а Файн показав результат +6 -1 =6 на третій шахівниці.
1934-го поділив 3-4-те місця на турнірі в Сірак'юс, а в коротких матчах переміг Торре +1=1 і Горовіца +4 -1 =5.
Перемога на відкритій першості США в Мілвокі 1935 переконала шахових діячів, що Файн гідний виступати на першій шахівниці на майбутній олімпіаді. У варшавській олімпіаді 1935 виступив із показником +5 -4 =8. Сполучені Штати знову здобули титул найсильнішої команди планети. На турнірі 1935/36 у Гастінґсі посів перше місце. На першому чемпіонаті США з шахів 1936 фінішував третім-четвертим.
У 1936—1937 роках виступив у численних міжнародних турнірах у Європі.
Змагання 1936 року: Амстердам — 1-2-ге місця (з Ейве, перед Алехіним), Ноттінґем — 3-4-те, Зандворт — 1-ше (перед Ейве та Кересом). На різдвяному турнірі в Гастінґсі 1936/37 фінішував другим. 1937 р. виступив у Москві (1-ше місце), Марґіті (1-2-ге з Кересом, перед Алехіном), Остенде (1-3-тє), Земмерінґу (2-ге, перед Капабланкою, Решевським та ін.), Стокгольмі (1-ше) та Кемері (8-ме місце, найгірший турнірний результат у кар'єрі).
1937 року разом зі збірною США втретє переміг на олімпіаді, показавши чудовий результат на другій шахівниці: +9 -1 =5 (76,7 % очок). Того самого року був секундантом Макса Ейве під час його матчу проти Алехіна за звання чемпіона світу, а також розіграв матч проти Штальберґа: +4 -2 =2. У Гастінґсі 1937/38 виступив непереконливо — 4-5 місця. Найбільший успіх у кар'єрі — 1-2-ге місця (із П. Кересом) на АВРО-турнірі 1938, де визначали претендента на титул чемпіона світу. У Голландії Файн випередив, зокрема Ботвинника, Ейве, Решевського, Алехіна та Капабланку.
Від 1938 і після вибуху Другої світової війни виступав тільки в американських змаганнях: друге місце на чемпіонатах США 1938 (переміг Решевський), 1940 (переміг Решевський), 1944 (переміг Денкер). Чемпіон країни з бліцу 1944 і 1945.
Під час війни працював аналітиком у таємній групі вчених при ВМФ США.

### Особисте життя
Протягом двох передвоєнних років жив у Голландії, де одружився з Еммою Теа Кессінґ. Розлучились 1944 р. 1946 року одружився з Сонею Лебо з Нью-Йорка, мали двох дітей.